# Guy Berryman
Guy Rupert Berryman (Kirkcaldy (Fife), 12 april 1978) is een Britse gitarist. Hij speelt basgitaar in de groep Coldplay.
Berryman werd geboren in Schotland maar verhuisde op twaalfjarige leeftijd naar Kent. Hij begon basgitaar te spelen toen hij zestien jaar oud was. In tegenstelling tot de andere bandleden van Coldplay stopte Berryman na één jaar met zijn studie werktuigbouwkunde, om zich vervolgens geheel te richten op zijn muziekcarrière. De rest van de band rondde hun studie af terwijl Berryman werkte in een bar en basgitaar speelde.
Alvorens Coldplay (toen nog "Starfish") opgericht werd aan het University College London, was Berryman bij een andere band, meer bepaald 'Time Out'. Hij stopte met zijn studies als ingenieur na één jaar om zich volledig te concentreren op Coldplay.
Berryman wordt beïnvloed door verscheidene artiesten: John Deacon (Queen), James Brown, The Beatles, Kool & The Gang en Pink Floyd.
Berryman is getrouwd geweest met Joanna Briston en samen hebben ze sinds 17 september 2006 een dochter. In 2007 hebben ze een punt achter hun relatie gezet. 

## Materiaal
Versterker
- Ampeg SVT-Classic top x2
- Ampeg SVT-15E 15" Cabinet x2
- Ampeg SVT-810E 8x10" Cabinet
- Hiwatt Custom top x2
- Hiwatt Custom cab x4
- Celestion speakers x4

Basgitaren
- Fender Precision Bass x2
- Rickenbacker 4001
- Fender Jaguar Bass
- Fender Jazz Bass

Effecten
- Tone Bender Distortion